# Moviment per la Dignitat i la Ciutadania
El Moviment per la Dignitat i la Ciutadania de Ceuta (oficialment i en castellà: Movimiento por la Dignidad y la Ciudadanía o MDyC) és un partit polític espanyol d'àmbit de Ceuta creat a l'octubre de 2014 per un grup d'escindits de Coalició Caballas, liderats per Fátima Hamed Hossain. En les eleccions de Ceuta de 2015 el partit va obtenir el 3.264 vots (11,19 % del total) i tres escons, sent Fàtima Hamed la primera dona musulmana a liderar un grup polític en l'Assemblea de Ceuta.

## Resultats electorals

### Assemblea de Ceuta
| Assemblea de Ceuta |       |            |        |     |              |          |
| Any                | Vots  | %          | Escons | +/– | Líder        | Govern   |
| 2015               | 3,265 | 11.17 (#4) | 3 / 25 | Nou | Fatima Hamed | Oposició |
| 2019               | 2,353 | 6.96 (#4)  | 2 / 25 | 1   | Fatima Hamed | Oposició |
| 2023               | 3,839 | 11.24 (#4) | 3 / 25 | 1   | Fatima Hamed | Oposició |